# ヴァルター・シュミット

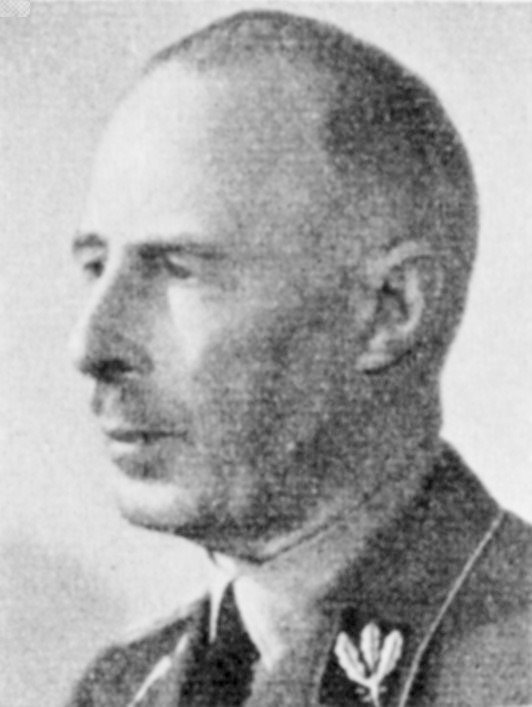
ヴァルター・シュミット

ヴァルター・シュミット（Walter Schmitt、1879年1月13日 - 1945年9月18日）は、ナチス・ドイツの親衛隊の将軍。親衛隊の12ある本部の1つ「親衛隊人事本部」の本部長を務めた。親衛隊大将及び武装親衛隊大将。

## 略歴
1879年1月13日、ハンブルクで生まれる。1899年1月13日に士官候補生として第77歩兵連隊に入隊する。1899年から1900年まで陸軍士官学校に出席し、陸軍中尉まで昇進している。第一次世界大戦においては1914年9月9日にフランス軍の捕虜になり、1918年7月にスイスで釈放された。帰国後は、陸軍に在籍したが、1920年12月31日に少佐の地位で退役した。
1921年1月からはハンブルクの織物会社の人事管理者として働いた。ハンブルク＝ヴィルヘルムブルクの労働裁判所の調停委員と裁判官の名誉準会員だった。1927年まで国家人民党員だった。
1931年8月に国家社会主義ドイツ労働者党に入党（党員番号592,784）。1931年10月には織物会社の人事管理者から解雇される。1932年1月からは突撃隊に入隊した。1932年2月8日に親衛隊に入隊した（隊員番号28,737）。1934年2月16日に親衛隊少佐に昇進し、親衛隊事務局におけるハインリヒ・ヒムラーの人事参与として活動するようになる。1935年6月1日には親衛隊上級大佐に昇進する。また親衛隊全国指導者個人幕僚でもあった。1936年1月30日に親衛隊少将に昇進、同時に親衛隊本部の人事部門の局長に任じられた。1937年には親衛隊中将に昇進している。
1939年6月から「親衛隊人事本部」の本部長に任命された。1942年4月20日に親衛隊大将及び武装親衛隊大将に昇進した。同年10月1日に病により親衛隊人事本部長の地位を降りることとなった。後任はマキシミリアン・フォン・ヘルフが務めた。この後、敗戦まで再び親衛隊全国指導者個人幕僚に戻る。1943年5月からは国会議員を兼務した。
戦後チェコスロバキアの法廷にかけられ、死刑判決を受けた。1945年9月18日にプラハで処刑された。